# Матлаба, Табо
Табо Матлаба (африк. Thabo Matlaba; 13 декабря 1987, Тембиса, Гаутенг, ЮАР) — южноафриканский футболист, игрок клуба «Морока Свэллоуз». Выступал за национальную сборную ЮАР. Может играть на позициях левого или правового защитника, а также на месте опорного полузащитника.

## Ранние годы
Матлаба родился и вырос в районе Фомолонг города Тембиса в штате Гаутенг. Он учился в начальной школе Фомолонга, затем в средней школе Сизве. С детства увлекался футболом, болел за «Орландо Пайретс», своим любимым футболистом называет бывшего игрока этой команды Оньекачи Оконво. С 13 до 19 лет Матлаба играл за местную команду «Лестер», также участвовал в детских турнирах под эгидой Coca-Cola в составе школьной команды.

## Клубная карьера
Первым взрослым клубом в карьере Матлабы стал «М Тайгерс» из Тембисы, выступавший во втором дивизионе ЮАР (фактически третий дивизион). Табо хорошо проявил себя в матче Кубка ЮАР против более сильной команды «Блэк Леопардс» и обратил на себя внимание тренера Стива Комфелы, который в 2010 году пригласил его к себе в клуб «Фри Стэйт Старс», выступавший в Премьер-лиге.
Уже в первом сезоне на высшем уровне Матлаба стал основным игроком «Старс», получил приглашение в сборную страны и привлёк внимание ведущий клубов ЮАР: «Орландо Пайретс», «Кайзер Чифс» и «Мамелоди Сандаунз». В январе 2012 года Табо сделал выбор в пользу «Пайретс», решив, что там получит больше игрового времени. Отыграв за «Орландо» лишь во второй половине сезона 2011/2012, Матлаба помог команде выиграть чемпионат ЮАР. В 2013 году он принимал участие в обоих финальных матчах Лиги чемпионов КАФ против египетского «Аль-Ахли», которому «Пайретс» уступили.
В 2014 году сообщалось, что Матлаба после удачных выступлений в составе «Орландо Пайретс» заинтересовал ряд клубов из Германии, Нидерландов и Израиля, однако его переезд в Европу не состоялся. Вместо этого он в октябре того же года заключил со своим клубом новый контракт на пять лет. В марте 2017 года появилась информация о том, что Матлаба хочет покинуть команду на фоне её низких результатов и недоверия со стороны шведского тренера Кьелла Йонервета. Однако уже в апреле Табо выступал в поддержку Йонервета. В августе 2017 года Матлаба стал новым капитаном «Орландо Пайретс».
В июле 2018 года клуб «Чиппа Юнайтед» сообщил о переходе в его стан Матлабы, однако неделю спустя президент клуба выступил с опровержением, поскольку сам игрок отказался от перехода. В сезоне 2018/19 Матлаба потерял место в основном составе «Пайретс», сыграв лишь семь матчей в чемпионате ЮАР. В июне 2019 года руководство клуба предложило игроку заключить новый контракт с более низкой зарплатой. Табо отклонил предложение и вскоре покинул «Орландо Пайретс».
1 июля 2019 года Матлаба в статусе свободного агента подписал двухлетний контракт с клубом «Блэк Леопардс». Проведя один полноценный сезон в составе «Леопардс», в котором он сыграл 26 матчей и забил 1 гол, осенью 2020 года Матлаба договорился о досрочном расторжении контракта. Своё решение он объяснил желанием вернуться домой к семье в Йоханнесбург. 3 октября 2020 года Матлаба заключил контракт с вернувшимся в Премьер-лигу клубом «Морока Свэллоуз».

## Выступления за сборную
Табо Матбала дебютировал за сборную ЮАР 14 мая 2011 года в товарищеском матче против сборной Танзании. После своего дебюта Матлаба играл за сборную нерегулярно, однако получил место в заявке на Кубок африканских наций 2013 года. На турнире он сыграл лишь в стартовом матче против команды Кабо-Верде, оставшиеся три игры провёл в запасе. В матче отборочного турнира к чемпионату мира 2014 года против сборной ЦАР, который состоялся 23 марта 2013 года, Табо забил свой первый гол за сборную, дальним ударом поразив угол ворот. Матлаба был основным левым защитником сборной ЮАР на Кубке африканских наций 2015 года. На турнире он сыграл во всех трёх матчах группового этапа, после которого его команда выбыла из борьбы за медали.

## Стиль игры
Матбала одинаково хорошо играет обеими ногами. Его основной позицией является место левого защитника, однако он в разные моменты карьеры играл также на противоположном фланге в обороне и на позиции опорного полузащитника. Играя на фланге, Матлаба часто подключается к атакам своей команды, участвует в завершающей фазе атаки, нанося удары по воротам, либо создавая голевые моменты для партнёров.

## Статистика

### Клубная статистика
| Выступление      | Выступление      | Выступление      | Лига | Лига | Кубок | Кубок | Кубок лиги | Кубок лиги | Африка | Африка | Прочие | Прочие | Итого | Итого |
| Клуб             | Лига             | Сезон            | Игры | Голы | Игры  | Голы  | Игры       | Голы       | Игры   | Голы   | Игры   | Голы   | Игры  | Голы  |
| ---------------- | ---------------- | ---------------- | ---- | ---- | ----- | ----- | ---------- | ---------- | ------ | ------ | ------ | ------ | ----- | ----- |
| Фри Стэйт Старс  | I                | 2010/2011        | 27   | 3    | —     | —     | 2          | 0          | —      | —      | —      | —      | 29    | 3     |
| Фри Стэйт Старс  | I                | 2011/2012        | 6    | 0    | —     | —     | —          | —          | —      | —      | —      | —      | 6     | 0     |
| Фри Стэйт Старс  | Итого            | Итого            | 33   | 3    | —     | —     | 2          | 0          | —      | —      | —      | —      | 35    | ?     |
| Орландо Пайретс  | I                | 2011/2012        | 13   | 0    | 1     | 0     | —          | —          | —      | —      | —      | —      | 14    | 0     |
| Орландо Пайретс  | I                | 2012/2013        | 22   | 1    | 1     | 0     | 2          | 1          | 10     | 1      | 2      | 0      | 37    | 3     |
| Орландо Пайретс  | I                | 2013/2014        | 25   | 2    | 5     | 0     | 4          | 0          | —      | —      | 3      | 1      | 37    | 3     |
| Орландо Пайретс  | I                | 2014/2015        | 17   | 1    | 2     | 0     | —          | —          | —      | —      | 4      | 1      | 23    | 2     |
| Орландо Пайретс  | I                | 2015/2016        | 24   | 3    | 5     | 0     | 3          | 0          | —      | —      | —      | —      | 32    | 3     |
| Орландо Пайретс  | I                | 2016/2017        | 24   | 1    | 5     | 0     | 3          | 0          | —      | —      | 1      | 0      | 33    | 1     |
| Орландо Пайретс  | I                | 2017/2018        | 18   | 1    | 1     | 0     | 2          | 0          | —      | —      | —      | —      | 21    | 1     |
| Орландо Пайретс  | I                | 2018/2019        | 7    | 0    | 0     | 0     | 0          | 0          | —      | —      | —      | —      | 7     | 0     |
| Орландо Пайретс  | Итого            | Итого            | 150  | 9    | 20    | 0     | 14         | 1          | 10     | 0      | 10     | 2      | 204   | 12    |
| Блэк Леопардс    | I                | 2019/2020        | 26   | 1    | 3     | 0     | 0          | 0          | —      | —      | 3      | 0      | 32    | 1     |
| Морока Свэллоуз  | I                | 2020/2021        | 13   | 0    | 1     | 0     | 0          | 0          | —      | —      | —      | —      | 14    | 0     |
| Всего за карьеру | Всего за карьеру | Всего за карьеру | 222  | 11   | 24    | 0     | 16         | 1          | 10     | 0      | 13     | 2      | 285   | 14    |

1. ↑  Лига чемпионов КАФ.
2. ↑  Кубок Восьми, переходный мини-турнир Премьер-лиги.

### Матчи и голы за сборную
| №         | Дата             | Оппонент         | Счёт | Голы | Соревнование              |
| --------- | ---------------- | ---------------- | ---- | ---- | ------------------------- |
| 1         | 14 мая 2011      | Танзания         | 1:0  | —    | Товарищеский матч         |
| 2         | 11 сентября 2012 | Мозамбик         | 2:0  | —    | Товарищеский матч         |
| 3         | 22 декабря 2012  | Малави           | 3:1  | —    | Товарищеский матч         |
| 4         | 12 января 2013   | Алжир            | 0:0  | —    | Товарищеский матч         |
| 5         | 19 января 2013   | Кабо-Верде       | 0:0  | —    | Финальные матчи КАН-2013  |
| 6         | 23 марта 2013    | ЦАР              | 2:0  | 1    | Отборочные матчи ЧМ-2014  |
| 7         | 6 сентября 2013  | Ботсвана         | 4:1  | —    | Отборочные матчи ЧМ-2014  |
| 8         | 15 ноября 2013   | Свазиленд        | 3:0  | —    | Товарищеский матч         |
| 9         | 19 ноября 2013   | Испания          | 1:0  | —    | Товарищеский матч         |
| 10        | 5 марта 2014     | Бразилия         | 0:5  | —    | Товарищеский матч         |
| 11        | 5 сентября 2014  | Судан            | 3:0  | —    | Отборочные матчи КАН-2015 |
| 12        | 10 сентября 2014 | Нигерия          | 0:0  | —    | Отборочные матчи КАН-2015 |
| 13        | 11 октября 2014  | Республика Конго | 2:0  | —    | Отборочные матчи КАН-2015 |
| 14        | 4 января 2015    | Замбия           | 1:0  | —    | Товарищеский матч         |
| 14.000001 | 10 января 2015   | Камерун          | 1:1  | —    | Товарищеский матч         |
| 14.000002 | 14 января 2015   | Мали             | 3:0  | —    | Товарищеский матч         |
| 15        | 19 января 2015   | Алжир            | 1:3  | —    | Финальные матчи КАН-2015  |
| 16        | 23 января 2015   | Сенегал          | 1:1  | —    | Финальные матчи КАН-2015  |
| 17        | 27 января 2015   | Гана             | 1:2  | —    | Финальные матчи КАН-2015  |
| 18        | 25 марта 2015    | Свазиленд        | 3:1  | —    | Товарищеский матч         |
| 19        | 29 марта 2015    | Нигерия          | 1:1  | —    | Товарищеский матч         |
| 20        | 13 июня 2016     | Гамбия           | 0:0  | —    | Отборочные матчи КАН-2017 |
| 21        | 16 июня 2015     | Ангола           | 2:1  | —    | Товарищеский матч         |
| 22        | 13 ноября 2015   | Ангола           | 3:1  | —    | Отборочные матчи ЧМ-2018  |
| 23        | 17 ноября 2015   | Ангола           | 1:0  | —    | Отборочные матчи ЧМ-2018  |
| 24        | 26 марта 2016    | Камерун          | 2:2  | —    | Отборочные матчи КАН-2017 |
| 25        | 8 октября 2016   | Буркина-Фасо     | 1:1  | —    | Отборочные матчи ЧМ-2018  |
| 26        | 11 октября 2016  | Гана             | 1:1  | —    | Товарищеский матч         |
| 27        | 12 ноября 2016   | Сенегал          | 2:1  | —    | Отборочные матчи ЧМ-2018  |

1. 1 2  Не является официальным товарищеским матчем ФИФА.

Итого: 27 матчей / 1 гол; 15 побед, 9 ничьих, 3 поражения.